# Antonio Spinosa
Antonio Spinosa (Ceprano, 18 giugno 1923 – Roma, 31 gennaio 2009) è stato uno scrittore, giornalista e storico italiano.
Le sue opere furono edite prima da Rizzoli e poi da Arnoldo Mondadori Editore.

## Biografia
Nato in provincia di Frosinone da un padre che vedeva malissimo le sue aspirazioni letterarie, dopo gli studi classici e la laurea Antonio Spinosa iniziò una brillante carriera giornalistica: fu infatti inviato speciale del Corriere della Sera e de Il Giornale, di cui era direttore Indro Montanelli. Dopo l'uscita dal Giornale per dissapori con Montanelli, si dedicò allo studio di personaggi ed eventi storici controversi, che raccontò in numerosi libri di grande successo: prima sull'antica Roma, poi sull'epoca napoleonica, infine su vicende di età contemporanea.
Fu anche direttore del Nuovo Roma, dell'Agenzia Giornalistica Italia, della Gazzetta del Mezzogiorno e di Videosapere RAI; inoltre lavorò per lungo tempo all'Agenzia Ansa come giornalista parlamentare.
Vinse numerosi riconoscimenti tra cui il Premio Estense, il Premio Saint-Vincent e il Premio Bancarella. Fu inoltre tra i finalisti del Premio Strega del 1996. Con la sua attività di giornalista ebbe l'occasione di incontrare e intervistare numerose personalità del Novecento, tra cui Sandro Pertini, Giovanni Paolo II, Maria Josè di Savoia, Albert Schweitzer.

## Opere
- Storia delle persecuzioni razziali, 1952.
- Diario di una inquietudine, Cino Del Duca Editore, 1959.
- Dottor Schweitzer e dintorni, 1960.
- L'ABC dello snobismo. Frenesie mondane: da Alcibiade a Brummell, da Mussolini a James Bond, Longanesi & C., Milano, 1968; Collana BUR Saggistica, Rizzoli, 1981; Collana Oscar Saggi, Mondadori, Milano, 1997.
- Come si vive in Italia, 1969.
- Il terzo mondo siamo noi. Scandali, frane, arretratezze, nell'Italia degli anni Settanta. Introduzione di Gioacchino Forte, Sugarco Edizioni, Milano, 1974.
- L'ultimo sud. La realtà del Mezzogiorno d'Italia, Sugarco Edizioni, Milano, 1977.
- 'Ndrangheta, la mafia calabrese, 1978.
- Paolina Bonaparte. L'amante imperiale, Collana Le Vite, Rusconi, Milano, 1979; Collezione Le Scie, Milano, 1999.
- Starace. L'uomo che inventò lo stile fascista, Collana Biografie, Rizzoli, Milano, 1981; Collezione Le Scie, Mondadori, Milano, 2002.
- I figli del Duce. Il destino di chiamarsi Mussolini, Rizzoli, Milano, 1983.
- Murat. Da stalliere a re di Napoli, Collezione Le Scie, Mondadori, Milano, 1984.
- Tiberio. L'imperatore che non amava Roma, Collezione Le Scie, Mondadori, Milano, 1985.
- Cesare. Il grande giocatore, Collezione Le Scie, Mondadori, Milano, 1986.
- D'Annunzio. Il poeta armato, Collezione Le Scie, Mondadori, Milano, 1987.
- Mussolini. Il fascino di un dittatore, Collezione Le Scie, Mondadori, Milano, 1989, ISBN 978-88-043-1028-0.
- Vittorio Emanuele III. L'astuzia di un re, Collezione Le Scie, Mondadori, Milano, 1990.
- Hitler. Il figlio della Germania, Collezione Le Scie, Mondadori, Milano, 1991, ISBN 978-88-043-4580-0.
- Pio XII. L'ultimo papa, Collezione Le Scie, Mondadori, Milano, 1992.
- Salò. Una storia per immagini presentata da Antonio Spinosa (con VHS del film Salò), Mondadori, Milano, 1992.
- Edda. Una tragedia italiana, Collezione Le Scie, Mondadori, Milano, 1993.
- Italiane. Il lato segreto del Risorgimento, Collezione Le Scie, Milano, Mondadori, 1994.
- Mussolini razzista riluttante, Collana Storia e politica.Saggi e ricerche n.14, Bonacci editore, Roma, 1994; Collana Oscar Storia, Mondadori, Milano, 2000.
- L'Italia liberata. 1943-1945: vita quotidiana, guerra e politica nelle fotografie inedite degli archivi americani, Storia Illustrata, Mondadori, Milano, 1995.
- Augusto. Il grande baro, Collezione Le Scie, Mondadori, Milano, 1996.
- Mussolini-Hitler, Collana Jumbo, Oscar Mondadori, Milano, 1996.
- Piccoli Sguardi, Piemme, Novara, 1996.
- Ulisse. Nessuno più di Ulisse era fluido nel parlare. Nessuno più convincente. Eppure nel suo dire lampeggiavano schegge di menzogne, Collana Narrativa, Piemme, Novara, 1997, ISBN 978-88-384-2763-3.
- La grande storia di Roma, Collezione Le Scie, Milano, Mondadori, 1998.
- La suora e altri trasgressori, Gangemi Editore, 1999.
- La saga dei Borgia. Delitti e santità, Collezione Le Scie, Mondadori, Milano, 1999, ISBN 88-04-47057-7.
- Pio IX. Il difficile Regno dei Cieli, Collana Dossier n.154, Giunti, Firenze, 2000, ISBN 88-09-01583-5
- Alla corte del Duce, Collezione Le Scie, Mondadori, Milano, 2000.
- Maria Josè e i Savoia, Collana Dossier n.159, Giunti, Firenze, 2001, ISBN 88-09-02030-8.
- Il potere, il destino e la gloria. Viaggio nel tempo con sovrani, rivoluzionari ed eroine, Collezione Le Scie, Mondadori, Milano, 2001, ISBN 978-88-04-49426-3.
- Churchill. Il nemico degli italiani, Collezione Le Scie, Mondadori, Milano, 2001, vincitore del Premio Cimitile nel 2002.
- Cleopatra. La regina che ingannò se stessa, Collezione Le Scie, Mondadori, Milano, 2002.
- Antonio Spinosa racconta il giornalismo. Andreotti, Barzini jr., Benedetti, Bo, Bovet, Bucarelli, Carli, De Filippo, De Laurentiis, Fellini, Foà, Giolitti, La Malfa, Leone, Maccari, Mafai, Malagodi, Masina, Mattei, Matteotti, Maxwell, Modugno, Mondadori, Moravia, Moro, Nenni, Pacciardi, Pajetta, Pasolini, Monelli, Pertini, Romita, Schuberth, Vittorini, Zatterin, Zavattini, Zevi, Collana Le ragioni dell'uomo, Gangemi Editore, 2003, ISBN 978-88-492-0364-6.
- Napoleone. Il flagello d'Italia: le invasioni, i saccheggi, gli inganni, Collezione Le Scie, Mondadori, Milano, 2003, con Carmine Mastroianni
- Maria Luisa d'Austria. La donna che tradì Napoleone. La gloria, le passioni, il tormento, Collezione Le Scie, Mondadori, Milano, 2004, ISBN 88-04-53143-6.Con Carmine Mastroianni.
- Personaggi, Invenzioni, Storie dei tempi che tutti vorremmo nuovi, Collana n.28, Gangemi Editore, 2004.
- La grande storia dell'Eneide. Dall'incendio di Troia alla gloria di Roma, Collezione Le Scie, Mondadori, Milano, 2005, con Carmine Mastroianni.
- Luigi XVI. L'ultimo sole di Versailles, Collezione Le Scie, Mondadori, Milano, 2007 con Carmine Mastroianni.